# Bob Bondurant
Bob Bondurant (n. 27 aprilie 1933, Evanston, Illinois, SUA – d. 12 noiembrie 2021, Phoenix, Arizona, SUA) a fost un pilot de curse auto american care a evoluat în Campionatul Mondial de Formula 1 între anii 1965 și 1966.